# Duńska Partia Ludowa
Duńska Partia Ludowa (duń. Dansk Folkeparti, DF) – nacjonalistyczna partia polityczna powstała w 1995. Jej członkowie zasiadają w duńskim parlamencie nieprzerwanie od 1998.
Od 2022 roku jej liderem jest Morten Messerschmidt.

## Ideologia
Główne postulaty Dansk Folkeparti opierają się na antyimigracyjnej polityce, dążeniu do wystąpienia Danii z Unii Europejskiej i układu z Schengen oraz sprzeciwianiu się wprowadzeniu waluty euro.
Na oficjalnej stronie partia przedstawia się słowami:
Twój kraj - Twój wybór. Członkowie Duńskiej Partii Ludowej odczuwają dumę z Danii, kochają swoją ojczyznę i czują historyczną powinność ochrony kraju, narodu i duńskiej spuścizny. Za tą powinnością idzie konieczność zapewnienia silnej obrony i pewnych granic.

## Historia
6 października 1995 Pia Kjærsgaard, Kristian Dahl Thulesen, Poul Nødgaard i Ole Donner powołali do życia Dansk Folkeparti. W trakcie pierwszego krajowego zjazdu partii, który odbył się 1 czerwca 1996 w gminie Vissenbjerg Pia Kjærsgaard została jednogłośnie wybrana na przewodniczącą. W wyborach parlamentarnych w 1998 na DF oddano 7,4% głosów co przełożyło się na 13 mandatów w Folketingu. Trzy lata później w przyśpieszonych wyborach parlamentarnych partia znacznie poprawiła swój wynik uzyskując 12% poparcia i 22 mandaty.

## Wybory w 2005, 2007, 2011 i 2015
W wyborach parlamentarnych w 2005 roku partia uzyskała 24 (z 179) miejsca w Folketingu, co uczyniło ją trzecią pod względem wielkości partią w Danii i potwierdziło sukces z poprzednich wyborów z (2001), do których w trakcie kampanii partia nadała dość dramatyczny charakter rozpętując ogólnokrajową debatę w sprawie imigracji (z programu wyborczego partii: Dania nie jest krajem dla imigrantów! Należy odsyłać ich, skąd przybyli, utrudnić napływ nowych cudzoziemców i zaostrzyć przepisy w kwestii uzyskiwania obywatelstwa duńskiego.) 13 listopada 2007 w wyborach parlamentarnych na Duńska Partię Ludową oddano łącznie 13,9% głosów co pozwoliło jej uzyskać 25 mandatów. 
W wyborach parlamentarnych w 2011 roku na Duńską Partię Ludową oddano 12,3% głosów co dało jej 22 mandaty. 
W wyborach parlamentarnych w 2015 roku oddano na nią 21,1% głosów. DPL stała się drugą siłą w duńskim parlamencie.
Liczba członków: 12 064 (2013).

## Eurowybory
| Rok  | Liczba mandatów | Liczba głosów | % poparcia |
| ---- | --------------- | ------------- | ---------- |
| 1999 | 1               | 114 865       | 5,8%       |
| 2004 | 1               | 128 789       | 6,8%       |
| 2009 | 2               | 357 942       | 15,3%      |
| 2014 | 4               | 605 889       | 26,6%      |